# Czuraj
Czuraj – część miasta Brok w Polsce, w województwie mazowieckim, w powiecie ostrowskim. Rozpościera się wzdłuż obecnej ulicy Czuraj, na północny zachód od centrum Broku.

## Historia
Czuraj to dawniej samodzielna wieś i folwark w gminie Nagoszewo, a od 1868 w gminie Orło w powiecie ostrowskim w guberni łomżyńskiej. 19 maja?/31 maja 1870 do gminy Orło przyłączono pozbawiony praw miejskich Brok, odłączony ponownie (jako miasto) 1 marca 1922.
W II RP Czuraj należał do powiatu ostrowskiego w woj. białostockim. 1 marca 1922 osadę Brok, wieś Brok Poduchowny, wieś Czuraj i folwark Czuraj wyłączono z gminy wiejskiej Orło, tworząc z nich nową gminę Brok, którą równocześnie zaliczono do rzędu miast, a przez co Czuraj stał się integralną częścią Broku.